# Athetis inquirenda
Athetis inquirenda là một loài bướm đêm trong họ Noctuidae.